# Праздник корюшки

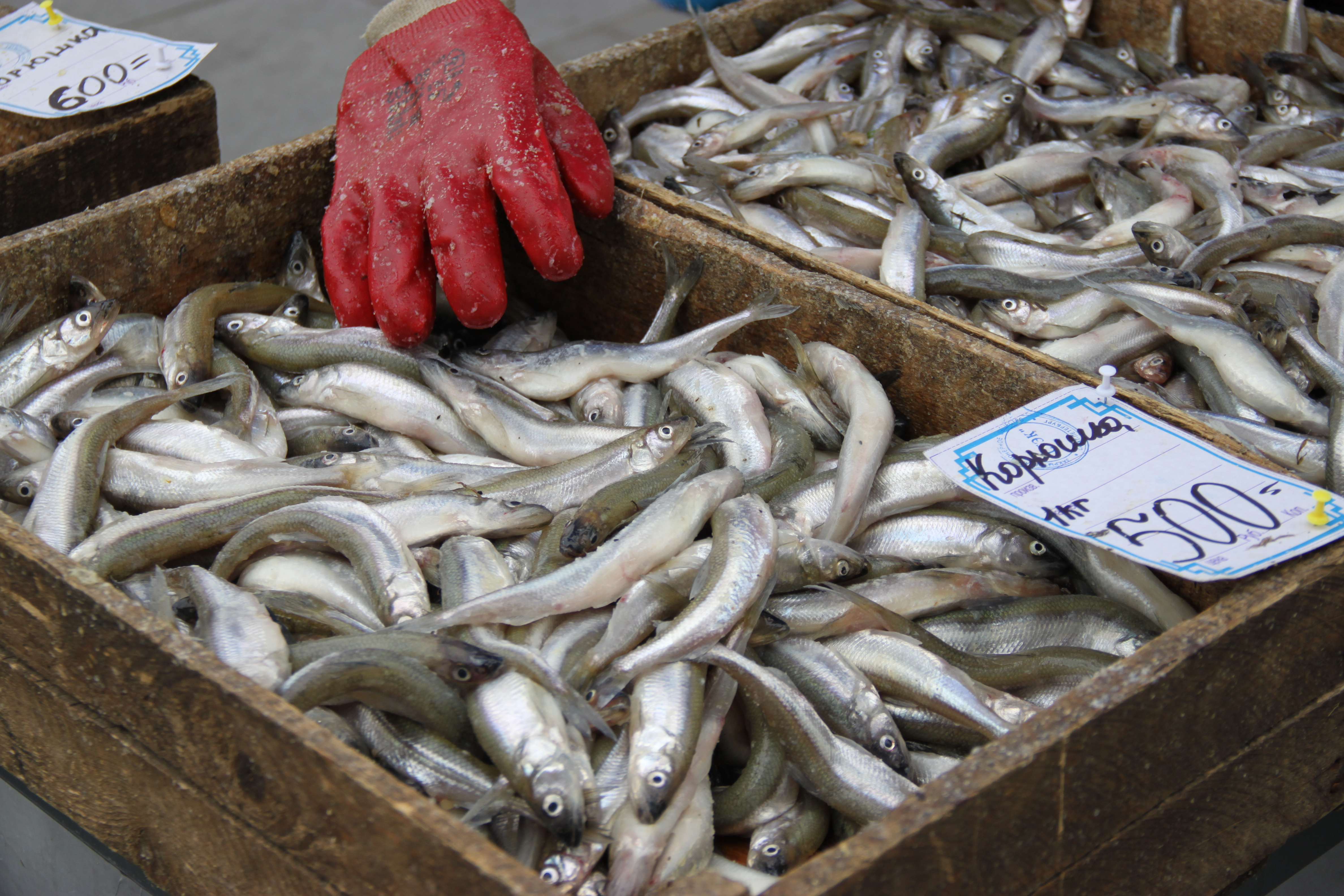
Продажа корюшки

Пра́здник ко́рюшки — весеннее ежегодное общественное событие Санкт-Петербурга, заключающееся в мероприятиях, связанных с корюшкой, а также самым известным из российских рыбных фестивалей. Обычно начинается весной, после начала прохода корюшки (вторая декада мая ).
Праздник корюшки создавался как профессиональный, и был изначально предназначен для пиара начавшей его организации.

## Роль в туризме
Праздник корюшки — хороший пример петербургского событийного туризма, одно из немногих подобных мероприятий, которые активно привлекают туристов  — ежегодно на праздник приходит около 50— 80 тысяч зрителей.

## История

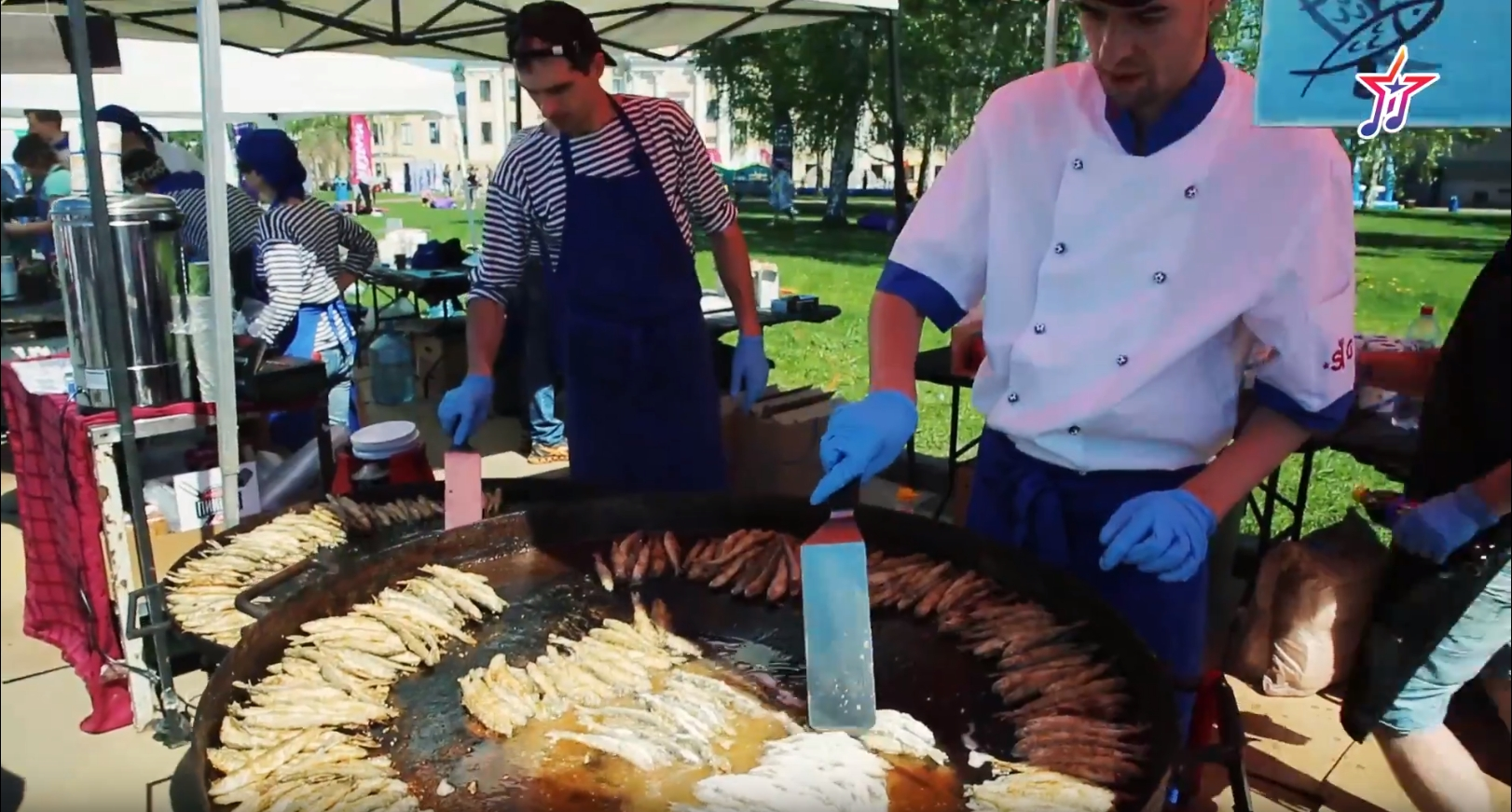
На Празднике корюшки

Корюшка — один из символов Петербурга, неразрывно связанный с его историей.
После основания города невская корюшка стала рыбой-кормилицей для растущего населения северной столицы. В 1705 году Петром I был издан указ о поддержке рыбаков, ловивших корюшку.
Весной 1708 года по указу Петра I в строящемся Санкт-Петербурге прошла первая фиеста, посвящённая корюшке. Сам император в тот момент находился в действующей армии, воюя против шведских войск Карла XII. Фиестой в отсутствие Петра руководил его ближайший сподвижник — светлейший князь и петербургский губернатор Александр Меншиков.
Впервые презентация нового городского праздника — «Праздник Корюшки» состоялась в августе 2002 года в Санкт-Петербургском Государственном Университете. Организатором праздника является Санкт-Петербургское отделение Российского творческого Союза работников культуры.

## Мероприятия праздника
Помимо всего прочего, на празднике проводятся мероприятия: «Генеральская уха», в ходе которой в чане емкостью 1000 литров готовится уха, «Зарыбление» — экологическая акция, состоящая в выпуске мальков лосося в Финский залив и «Золотая рыбка в серебряной стае» — в некоторых жареных рыбок помещаются позолоченные кулоны, изображающие корюшку.